# Rosa persetosa
Rosa persetosa — вид рослин з родини трояндових (Rosaceae); ендемік Китаю.

## Опис
Кущ ≈ 1.5 метра заввишки. Гілки численні; гілочки борошнисто навощені; колючки рідкісні, прямі або злегка зігнуті. Листки включно з ніжками 5–10 см; прилистки в основному прилягають до ніжки, вільні частини вузько довгасті, край цілий, верхівка округло-тупа; остови й ніжки рідко дрібно запушені й залозисто-запушені, коротко колючі; листочків 7–9, рідко 11, еліптичні або яйцювато-еліптичні, 1.2–3 × 0.6–1.7 см, голі або знизу рідко запушені, основа округла або широко клиноподібна, край просто пилчастий або непомітно подвійно пилчастий, верхівка округло-тупа або гостра. Квіток кілька у щитку, рідко поодинокі, 2.5–3 см у діаметрі. Чашолистків 5, яйцювато-ланцетні. Пелюсток 5, червоні, широко яйцюваті, основа широко клиноподібна, верхівка округло-тупа. Цинародії яскраво-червоні, яйцюваті, 1–1.5 см, голі, зі стійкими чашолистиками.

## Поширення
Ендемік Китаю: Сичуань. Населяє чагарники на висотах 1300–2800 метрів.